# Menomonie, Wisconsin
Menomonie este o localitate, municipalitate și sediul comitatului Dunn,  statul Wisconsin, SUA.
1. ↑   https://www.menomonie-wi.gov/290/Mayors-Welcome, accesat în 22 septembrie 2024 Lipsește sau este vid: |title= (ajutor)
2. ↑  2010 U.S. Gazetteer Files, accesat în 9 iulie 2020
3. ↑  Geographic Names Information System